# شرادها آريا
شرادها آريا (ولدت في 17 أغسطس 1987) ممثلة هندية ظهرت في البرامج التلفزيونية مثل مين لاكشمي تيرى آنجا كي ، تومهاري باكي و حلم فتاة. قامت أيضًا بأفلام مثل مدرسة و فيلمنيشابد بجانب الممثل الكبير أميتاب باتشان، وكانت جزءًا من الحملات الإعلانية الكبرى التي تحمل علامات تجارية مثل تي في أس سكوتي و صابون بييرس و جونسون آند جونسون. منذ عام 2017 ، قامت بتصوير دور الدكتورة بريتا أرورا في كوندالي بهايا من تلفزيون زي.تزوجت من ضابط البحرية راهول في يوم 16نوفمبر 2021

## روابط خارجية
- شرادها آريا على موقع IMDb (الإنجليزية)
- شرادها آريا على موقع قاعدة بيانات الفيلم (الإنجليزية)